# Charles Vanhoutte
Charles Vanhoutte (Cortrique, Bélgica, 16 de septiembre de 1998) es un futbolista belga que juega de centrocampista en el Royale Union Saint-Gilloise de la Primera División de Bélgica.

## Trayectoria
Progresó en los equipos juveniles del K. S. C. Wielsbeke y del S. V. Zulte Waregem antes de acabar finalmente en la cantera del Círculo de Brujas. En julio de 2018, fue ascendido al primer equipo y firmó su primer contrato profesional junto a su compañero de cantera Robbe Decostere.
El 14 de mayo de 2019 el seleccionador provisional José Jeunechamps lo hizo debutar a en la eliminatoria de repesca de la Liga Europa de la UEFA ante el Royal Excel Mouscron. En el minuto 56, saltó al terreno de juego en sustitución de Naomichi Ueda. En su primera temporada, disputó dos play-offs.
El 1 de septiembre de 2019 fue enviado cedido al Royal Union Tubize-Braine junto con su compañero Robbe Decostere en un contrato de un año. Jugó con regularidad, pero no pudo evitar que el club sufriera el descenso a la División 2 de Bélgica. 
Tras su cesión, se convirtió en titular indiscutible en el Círculo de Brujas, donde firmó una ampliación de contrato hasta junio de 2023 en diciembre de 2020, al igual que sus compañeros de cantera Decostere y Thibo Somers.
El 22 de junio de 2023 el Círculo de Brujas anunció su venta al Royale Union Saint-Gilloise.

## Estadísticas

### Clubes
Actualizado al último partido disputado el 7 de noviembre de 2024.
| Club                                  | Div.          | Temporada     | Liga  | Liga  | Liga   | Copas nacionales | Copas nacionales | Copas nacionales | Copas internacionales | Copas internacionales | Copas internacionales | Total | Total | Total  |
| Club                                  | Div.          | Temporada     | Part. | Goles | Asist. | Part.            | Goles            | Asist.           | Part.                 | Goles                 | Asist.                | Part. | Goles | Asist. |
| ------------------------------------- | ------------- | ------------- | ----- | ----- | ------ | ---------------- | ---------------- | ---------------- | --------------------- | --------------------- | --------------------- | ----- | ----- | ------ |
| Círculo de Brujas · Bélgica           | 1.ª           | 2018-19       | 3     | 0     | 0      | 0                | 0                | 0                | —                     | —                     | —                     | 3     | 0     | 0      |
| Royal Union Tubize-Braine · Bélgica   | 1.ª           | 2019-20       | 16    | 0     | 0      | 0                | 0                | 0                | —                     | —                     | —                     | 16    | 0     | 0      |
| Royal Union Tubize-Braine · Bélgica   | Total club    | Total club    | 16    | 0     | 0      | 0                | 0                | 0                | 0                     | 0                     | 0                     | 16    | 0     | 0      |
| Círculo de Brujas · Bélgica           | 1.ª           | 2020-21       | 28    | 0     | 1      | 2                | 0                | 0                | —                     | —                     | —                     | 30    | 0     | 1      |
| Círculo de Brujas · Bélgica           | 1.ª           | 2021-22       | 31    | 1     | 0      | 2                | 0                | 0                | —                     | —                     | —                     | 33    | 1     | 0      |
| Círculo de Brujas · Bélgica           | 1.ª           | 2022-23       | 32    | 1     | 3      | 1                | 0                | 0                | —                     | —                     | —                     | 33    | 1     | 3      |
| Círculo de Brujas · Bélgica           | Total club    | Total club    | 94    | 2     | 4      | 5                | 0                | 0                | 0                     | 0                     | 0                     | 99    | 2     | 4      |
| Royale Union Saint-Gilloise · Bélgica | 1.ª           | 2023-24       | 39    | 1     | 2      | 5                | 0                | 0                | 10                    | 0                     | 0                     | 54    | 1     | 2      |
| Royale Union Saint-Gilloise · Bélgica | 1.ª           | 2024-25       | 13    | 0     | 0      | 1                | 0                | 0                | 6                     | 0                     | 1                     | 20    | 0     | 1      |
| Royale Union Saint-Gilloise · Bélgica | Total club    | Total club    | 52    | 1     | 2      | 6                | 0                | 0                | 16                    | 0                     | 1                     | 74    | 1     | 3      |
| Total carrera                         | Total carrera | Total carrera | 162   | 3     | 6      | 11               | 0                | 0                | 16                    | 0                     | 1                     | 189   | 3     | 7      |

## Palmarés

### Títulos nacionales
| Título                      | Club                 | País    | Año  |
| --------------------------- | -------------------- | ------- | ---- |
| Copa de Bélgica             | Union Saint-Gilloise | Bélgica | 2024 |
| Supercopa de Bélgica        | Union Saint-Gilloise | Bélgica | 2024 |
| Primera División de Bélgica | Union Saint-Gilloise | Bélgica | 2025 |